# Dumbéa
Dumbéa (in kanak: Djubeah) è un comune della Nuova Caledonia di 18.602 abitanti nella Provincia del Sud.

## Amministrazione

### Gemellaggi
- Fréjus, dal 1985
- Punaauia, dal 1991
- Bessières
- Lifou (comune)